# Catephia xanthophaes
Catephia xanthophaes là một loài bướm đêm trong họ Erebidae.